# 鸡西站
鸡西站，位于中华人民共和国黑龙江省鸡西市鸡冠区兴国中路138号，是林东铁路、城鸡铁路上的火车站，建于1936年，哈尔滨局集团管辖。

## 車站周邊
- 中国银行鸡西站前支行
- 汉庭酒店鸡西火车站店
- 鸡冠区政府
- 鸡西农业广播电视大学
- 鸡西市鸡冠区卫生局
- 鸡西市鸡冠区劳动保障监察局
- 中国邮政储蓄银行鸡西市祥光营业所
- 中国邮政储蓄银行车站支行
- 鸡西市农村商业银行
- 鸡西市朝鲜族艺术馆
- 鸡西市鸡冠区供电局
- 中国农业银行鸡西大桥支行
- 哈尔滨银行站前支行
- 中国建设银行新华分理处
- 中国农业发展银行鸡西市分行
- 鸡西公路客运总站

## 歷史
- 建于1936年。